# Valenciennea persica
Valenciennea persica és una espècie de peix de la família dels gòbids i de l'ordre dels perciformes.

## Morfologia
- Els mascles poden assolir 10,3 cm de longitud total.[4]

## Reproducció
És monògam.

## Hàbitat
És un peix marí, de clima tropical i associat als esculls de corall que viu entre 2-12 m de fondària.

## Distribució geogràfica
Es troba des del Golf Pèrsic fins a l'Illa Masirah (Oman).

## Observacions
És inofensiu per als humans.